# Osmanské Tripolsko
Osmanské Tripolsko je historické pojmenování severoafrické provincie Osmanské říše na území dnešní Libye, původně klasifikována jako ejálet (osmansky ایالت طرابلس غرب, Eyālet-i Trâblus Gârb), od roku 1864 jako vilájet (osmansky ولايت طرابلس غرب, Vilâyet-i Trâblus Gârb). Hlavním městem provincie byl Tripolis. Rozkládalo se mezi regentstvím Alžíru na východě a Egyptským ejáletem na západě. Vzniklo 15. srpna 1551 po dobytí Tripolisu na johanitských rytířích a zaniklo 18. října 1911 během italsko-turecké války, kdy bylo spolu s Kyrenaikou postoupeno Itálii a přeměněno na italskou kolonii.